# Hakhaverim Shel Yanah
Hakhaverim Shel Yanah é um filme de drama israelita de 1999 dirigido e escrito por Arik Kaplun. Foi selecionado como representante de Israel à edição do Oscar 2000, organizada pela Academia de Artes e Ciências Cinematográficas.

## Elenco
- Evelyn Kaplun
- Nir Levy
- Shmil Ben Ari
- Mosko Alkalai
- Dalia Friedland